# 히가타니촌
히가타니촌(일본어: 日ケ谷村)은 일본 교토부 요사군에 있던 촌이다.

## 역사
덴초지 뒤편에 있는 히케야성의 성주 마쓰다야마 성주 요시미쓰는 이치시카 씨를 섬겼으나, 덴쇼 10년에 호소가와 후타카카의 공격을 받아 멸망하였다. 그의 아들 후쿠스마루는 귀농하여 그 후손이 지금도 히가타니촌에 남아있다.
- 1889년 4월 1일 - 정촌제 시행에 의해 히가타니촌이 단독으로 지자체를 형성하였다.
- 1954년 6월 1일 - 미야즈정, 군다촌, 후추촌, 요시즈촌, 세야촌, 히오키촌, 요로촌과 합병해, 미야즈시가 성립, 동일 히가타니촌은 폐지되었다.

## 참고문헌
- 角川日本地名大辞典 26 京都府